# Gemarmerde murene
Gemarmerde murene (Gymnothorax undulatus) is een murene die voorkomt in de Grote Oceaan en Indische Oceaan op diepten tot 30 m. De soort kan een lengte bereiken van 150 cm.

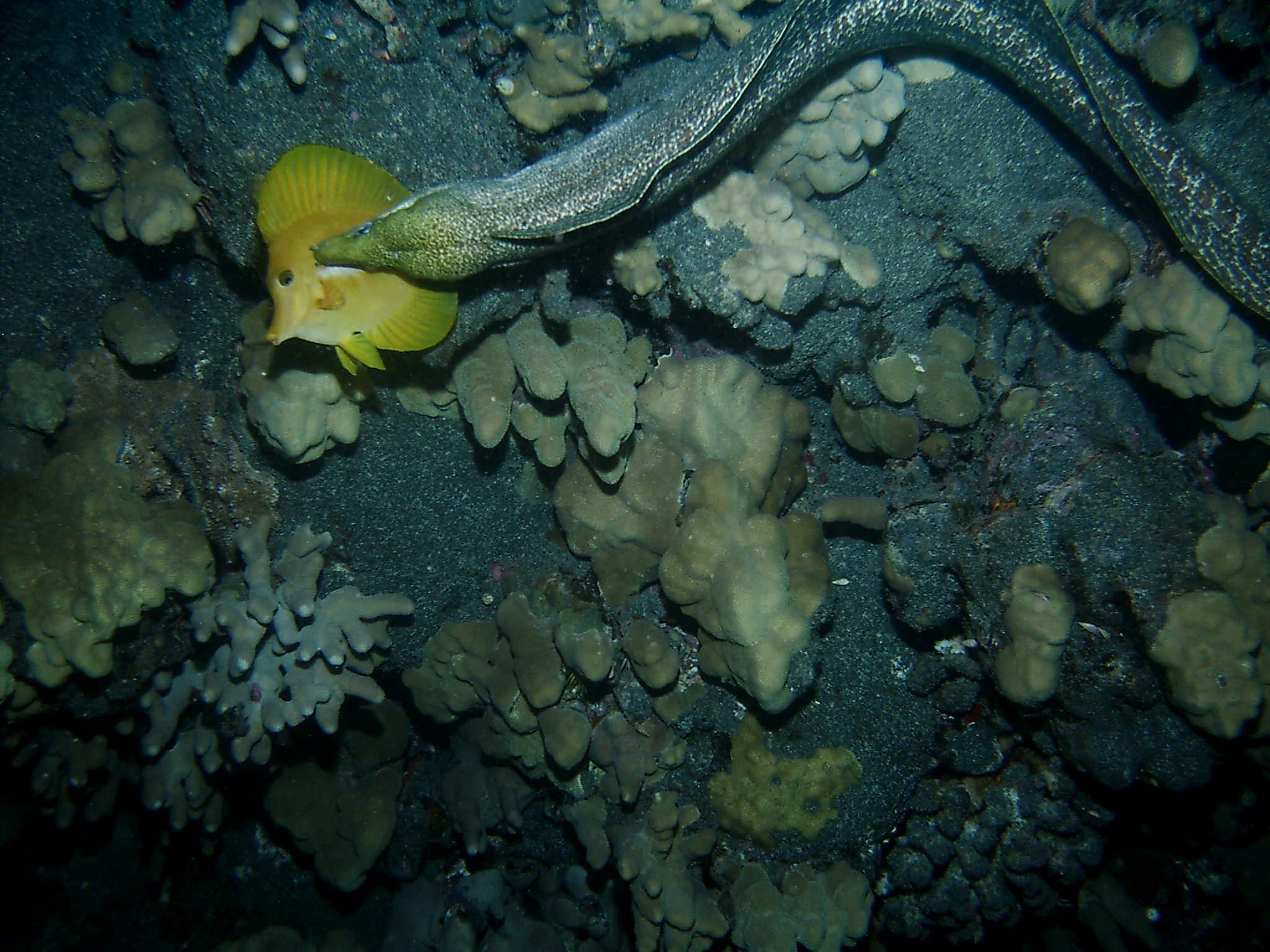
Gymnothorax undulatus die een
Gele zeilvindoktersvis, Zebrasoma flavescens eet